# Мертон (Гонконг)
Мертон (The Merton, 泓都) — гонконгский высотный жилой комплекс, расположенный в округе Сентрал-энд-Вестерн, в районе Сайвань (Кеннеди-Таун). Построен в 2005 году в стиле модернизма, девелопером является компания New World Development. Комплекс состоит из трёх башен — 59-этажных Мертон 1 и Мертон 2 высотой 197 м каждая и 51-этажной Мертон 3 (180 м). В комплексе имеются клуб-хаус, фитнес-центр, магазины и паркинг, рядом расположены трамвайная и автобусная остановки, а также большой сквер.  